# Dystrykt Ambohidratrimo
Ambohidratrimo – dystrykt Madagaskaru z siedzibą w Ambohidratrimo, wchodzący w skład regionu Analamanga.

## Demografia
W 1993 roku dystrykt zamieszkiwało 184 706 osób. W 2011 liczbę jego mieszkańców oszacowano na 378 099.

## Podział administracyjny
W skład dystryktu wchodzi 25 gmin (kaominina):
- Ambato
- Ambatolampy
- Ambohidratrimo
- Ambohimanjaka
- Ambohipihaonana
- Ambohitrimanjaka
- Ampangabe
- Ampanotokana
- Anjanadoria
- Anosiala
- Antanetibe
- Antehiroka
- Antsahafilo
- Avaratsena
- Fiadanana
- Iarinarivo
- Ivato
- Ivato Firaisana
- Mahabo
- Mahereza
- Mahitsy
- Mananjara
- Manjakavaradrano
- Merimandroso
- Talatamaty